# Бахчелиевлер (квартал на Истанбул)
„Бахчелиевлер“ (на турски: Bahçelievler) е квартал на Истанбул, разположен в околия Бахчелиевлер. Общата му площ е 3,2 км2. Според данни на Адресната система за регистриране на населението (ABPRS) към 2023 г. населението на „Бахчелиевлер“ е 57 986 жители.